# 沃尔特·米歇尔
沃尔特·米歇尔（英語：Walter Mischel，1930年2月22日—2018年9月12日），美国人格与社会心理学家。他主要研究人格的结构、过程和发展，自我控制以及人格差异等领域。据2002年美国《普通心理学评论》刊登的一项调查显示，米歇尔凭借其在人格与社会心理学所作出的贡献位列20世纪最杰出的心理学家第25位。

## 早期生涯
1930年，米歇尔出生于奥地利维也纳，在纳粹占领维也纳后于1938年举家移民至美国纽约。他1951年起开始在纽约市立大学攻读临床心理学，后于1956年在俄亥俄州立大学获得博士学位。

## 职业经历
米歇尔先后在科罗拉多大学（1956–1958年）和哈佛大学（1958–1962年）任教。1962年，他来到斯坦福大学，与阿尔波特·班杜拉以社会学习理论的研究取向探讨人格。1983年，他离开斯坦福前往哥伦比亚大学任教。2007年，米歇尔当选美国心理科学协会主席。

## 所获荣誉
- 2011年，Grawemeyer心理学奖
- 1982年，美国心理学会杰出科学贡献奖
- 实验社会心理学学会杰出科学家奖
- 社会与人格心理学学会杰出贡献奖
- 美国心理学会临床心理学分会杰出科学家奖